# Новопокровський (Новосибірська область)
Новопокровський (рос. Новопокровский) — селище у Краснозерському районі Новосибірської області Російської Федерації.
Входить до складу муніципального утворення Світловська сільрада. Населення становить 100 осіб (2010).

## Історія
Згідно із законом від 2 червня 2004 року органом місцевого самоврядування є Світловська сільрада.

## Населення
| 2002 | 2007 | 2010 |
| ---- | ---- | ---- |
| 156  | ↘143 | ↘100 |